# Mount Channon
Mount Channon är ett berg i Antarktis. Det ligger i Östantarktis. Australien gör anspråk på området. Toppen på Mount Channon är 2 100 meter över havet.
Terrängen runt Mount Channon är huvudsakligen lite kuperad. Mount Channon är den högsta punkten i trakten. Trakten är obefolkad. Det finns inga samhällen i närheten.